# Années 1470 av. J.-C.
Les années 1470 av. J.-C. couvrent les années de 1479 av. J.-C. à 1470 av. J.-C.

## Évènements

L'empire égyptien vers 1450 av. J.-C. Le culte impérial se développe en Égypte, le Pharaon-Dieu fusionne avec tous les grands dieux de l’Orient et de la Méditerranée, et devient le garant de la cohésion de l’Empire. Les pays vaincus sont divisés en districts administrés par un gouverneur égyptien chargé de percevoir le tribut assigné à chaque état suivant ses richesses. Ces provinces sont constituées de 110 états, principautés ou républiques urbaines, qui conservent leur autonomie de gestion, sous la pression diplomatique exercée par les représentants du roi. Thoutmosis III prend en otage les enfants des princes asiatiques subordonnés pour qu’ils reçoivent une éducation égyptienne. Des routes sont établies par les Égyptiens qui créent un véritable réseau postal.

- 1478 av. J.-C. : la première mention d'une météorite dans le corpus écrit occidental est due à Anaxagore qui cite la chute de météorites en Crète[1],[2].
- 1476-1472 av. J.-C.[3] : Rekhmirê est vizir à Thèbes (28-32 du règne de Thoutmôsis III)[4]. Le vizir est un personnage puissant, maître des terres et de l’irrigation, maître de l’administration, lien entre le gouvernement central et les nomarques. Il gère le trésor, reçoit les impôts, administre l’armée et la marine…
- 1475-1471 av. J.-C. : de l’an 29 à 33 de son règne, Thoutmôsis III s’assure la mainmise des ports phéniciens (5e et 7e campagnes) puis vainc le prince de Kadesh (6e campagne) et le roi du Mitanni après avoir franchi l’Euphrate (8e campagne)[5]. Il établit ainsi sa frontière sur l’Euphrate, bloquant l’expansion du Mitanni vers la mer[6].
- 1470-1463 av. J.-C. : de 34 à 41, le roi Thoutmôsis III organise chaque année des expéditions en Asie pour maintenir l’ordre (soulèvement des Bédouins Shasou dans le Negeb, an 39)[7].